# فیلیپ گاستون
فیلیپ گاستون (انگلیسی: Philip Guston; ۲۷ ژوئن ۱۹۱۳ – ۷ ژوئن ۱۹۸۰) نقاش، تصویرگر، سنگ‌تراش، و قلم‌زن اهل ایالات متحده آمریکا بود.
وی همچنین برندهٔ جوایزی همچون کمک‌هزینه گوگنهایم شده‌است.